# Зумрад
«Зумрад» — фильм режиссёров Александра Давидсона и Абдусалома Рахимова, снятый в 1961 году.
Премьера фильма состоялась в Москве 12 апреля 1962 года

## Сюжет
Таджикская девушка по имени Зумрад, встречает девушку Гульчин, которая как оказалось влюблена в Джамиля, которого любит Зумрад. Гульчин просит рассказать Зумрад о Джамиле. И Зумрад повествует свою горькую историю, о разочаровании в муже Кадырове, о том как ушла из дома с дочкой на руках, и о первой любви к Джамилю.

## В ролях
| Актёр              | Роль                 |
| ------------------ | -------------------- |
| Тамара Кокова      | Зумрад               |
| Сталина Азаматова  | Гульчин, агроном     |
| Туфа Фазылова      | Холсино              |
| Якуб Ахмедов       | Кадыров              |
| Асли Бурханов      | председатель колхоза |
| Махмуджан Вахидов  | Шариф                |
| Т. Ишанходжаев     | Джамил               |
| Абдульхайр Касымов | Джураев              |
| А. Нурматов        | Сафаров              |
| Абдусалом Рахимов  | декан                |

## Награды
- (1962) Диплом за лучший художественный фильм на смотре кинематографий республик Средней Азии и Казахстана.

## Съёмочная группа
- Режиссеры: Александр Давидсон, Абдусалом Рахимов
- Сценаристы: Мухамеджан Рабиев, Александр Петровский, Александр Давидсон
- Оператор: Александр Панасюк
- Композитор: Шарофиддин Сайфиддинов
- Художник: К. Полянский